# Lipa Learning
Lipa Learning je česká vývojářská společnost se sídlem v Praze, která se zaměřuje na vývoj vzdělávacích her pro předškolní děti. Společnost vznikla v prosinci 2012. V roce 2017 prodělala 48 milionů korun při tržbách jeden milion korun. Na podzim roku 2018 koupila pětiprocentní podíl ve společnosti britská IMP. Podle serveru iHNed.cz za něj zaplatila dva miliony eur a celý projekt tak ohodnotila na více než miliardu korun.
Při vývoji pro platformy iOS, Android a Windows Phone využívá herní engine Cocos2d.

## Aplikace
- Lipa Land - Dovednosti pro život, říjen 2018

## Hry
- Lipa Dots, březen 2013
- Lipa Zoo, listopad 2013
- Lipa Eggs, listopad 2013 - 3. místo na evropské soutěži vzdělávacích her ECGBL [8][9]
- Lipa Bear, listopad 2013
- Lipa Train, listopad 2013
- Lipa Frog, listopad 2013
- Lipa Pairs, listopad 2013
- Lipa Knight, květen 2014
- Lipa Mole, prosinec 2014
- Lipa Splash, prosinec 2014
- Lipa Scrabblis, prosinec 2014
- Lipa Pirates, květen 2015 [10]
- Lipa Pirates Race, říjen 2015
- Lipa Balloons, říjen 2015
- Lipa Theater, listopad 2015
- Lipa Wizards, leden 2016
- Lipa Band, únor 2016
- Lipa Planets: The Book: Gods of the Solar System, červen 2016
- Lipa Frog: The Book: A Counting Tale, srpen 2016
- Lipa Wizards: The Book: A Story of true Victory, srpen 2016
- Lipa Band: The Book: Reach for the Stars, září 2016